# NGC 5399
NGC 5399 é uma galáxia espiral (Sbc) localizada na direcção da constelação de Canes Venatici. Possui uma declinação de +34° 46' 24" e uma ascensão recta de 13 horas, 59 minutos e 31,2 segundos.
A galáxia NGC 5399 foi descoberta em 1 de Maio de 1785 por William Herschel.